# Pensacola gaujoni
Pensacola gaujoni là một loài nhện trong họ Salticidae.
Loài này thuộc chi Pensacola. Pensacola gaujoni được Eugène Simon miêu tả năm 1902.